# Tachina politula
Tachina politula là một loài ruồi trong họ Tachinidae.